# عمید لویکی
فضل‌الله عمید لویَکی یا عمید سُنام (زادهٔ حدود ۶۰۱ ه.) از شاعران پارسی‌گوی شبه قاره هند بود که در قصیده‌گویی مهارت داشت.
او در دستگاه سلطان ناصرالدین محمود (م. ۶۶۴ ه.) و سلطان غیاث‌الدین بَلبَن (م. ۶۸۶ ه.) مشاغل دیوانی داشت و غیاث‌الدین بلبن به او لقب فخرالمُلک داد.
منصب او در زمان سلطان ناصرالدین محمود «مستوفی جمیع ممالک هندوستان» بود.
عمید لویکی اشعار زیادی سرود که آثارش در زمانه بعد از میان رفت ولی از آن‌جا که بیت‌های زیادی از او در فرهنگ‌های گوناگون لغات به عنوان شاهد معنی آورده‌شده‌است دیوانی از گردآوری این بازمانده‌ها فراهم آمده‌است.
تبار او به دودمان لویک می‌رسید که پیش از غزنویان در غزنی و کابل و گردیز فرمان می‌راندند.